# ناحیه سنت‌اندره
ناحیهٔ سنت‌اندره (به مجاری: Szentendrei járás) یک ناحیه در مجارستان است که در پِشت واقع شده‌است. ناحیهٔ سنت‌اندره ۳۲۶٫۵۸ کیلومتر مربع مساحت و ۷۷٬۸۰۲ نفر جمعیت دارد.